# Тиффани Стрэттон
Джессика Войнилко (англ. Jessica Woynilko, род. 1 мая 1999, Прайор-Лейк, Миннесота) — американская женщина-рестлер, бодибилдер и гимнастка. В настоящее время она выступает в WWE на бренде SmackDown под именем Тиффани Стрэттон (англ. Tiffany Stratton) и является действующий чемпионкой WWE среди женщин. Раннее выступала на бренде NXT, где являлась чемпионкой NXT среди женщин.

## Ранняя жизнь
Джессика Войнилко родилась 1 мая 1999 года. Она окончила Университет Святой Екатерины в 2019 году. Несколько лет занималась гимнастикой.

## Карьера в рестлинге

### WWE

#### NXT (2021—2024)
30 августа 2021 года Войнилко стала единственной женщиной, объявленной в новой группе новобранцев, которые присоединятся к WWE Performance Center. Во время записи эпизода 205 Live от 16 ноября она дебютировала в рестлинге под именем Тиффани Стрэттон, победив Амари Миллер. Встреча между ними транслировалась три дня спустя. Она дебютировала на бренде NXT, где 28 декабря 2021 года победила Фэллон Хенли.
В мае 2023 года Стрэттон приняла участие в турнире из восьми женщин, в котором она победила Джиджи Долин в четвертьфинале, Роксану Перес в полуфинале и Лайру Валькирию в финале на шоу NXT Battleground и выиграла женское чемпионство NXT, что стало первым титулом в её карьере.

#### SmackDown (c 2024)
27 января на шоу Royal Rumble она приняла участие в женской «Королевской битве» под номером 29. Она выбросила Роксану Перес, после чего вместе с Бьянкой Белэр была выброшена победительницей Бэйли. 2 февраля в эпизоде SmackDown Стрэттон официально подписала контракт с брендом и стала членом основного ростера. В тот же вечер Стрэттон победила Мичин в своем дебюте в основном ростере.

## Титулы и достижения
- WWE
  - Чемпион WWE среди женщин (1 раз)
  - Чемпион NXT среди женщин (1 раз)
  - Турнир за чемпионство NXT среди женщин (2023)
  - Победительница матча Money in the Bank (2024)